# Samsung Galaxy A22 5G
Samsung Galaxy A22 este un smartphone mid-range bazat pe Android dezvoltat și fabricat de Samsung Electronics ca parte a seriei Galaxy A. Telefonul a fost lansat pentru prima dată pe 24 iunie 2021. Telefonul vine cu o configurație triplă a camerei din spate și un ecran de 90 Hz. Bateria are 5000 mAh, care este cu 62% mai mare decât bateria lui iPhone 13 Pro.

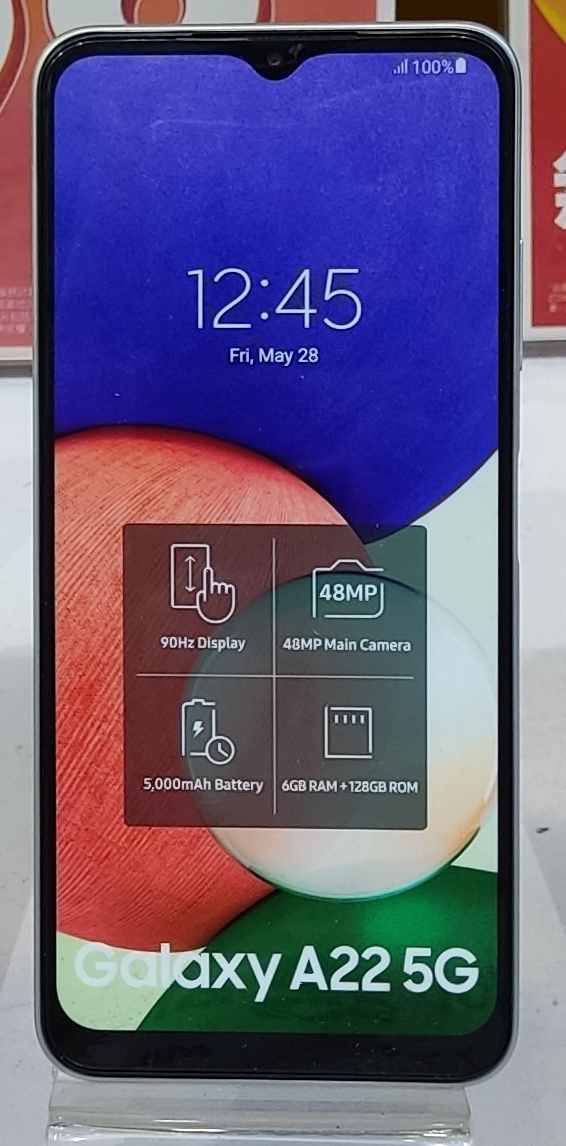
Samsung galaxy a22 5g

## Design
Samsung Galaxy A22 5G are un ecran Infinity-V de 6,6 inci cu o crestătură în formă de V în partea superioară. Rama și panoul din spate al dispozitivului sunt realizate din plastic. Există un cititor de amprente capacitiv montat lateral în partea dreaptă și o configurație de cameră triplă spate cu bliț LED în partea din spate. Telefonul măsoară 167,2 mm × 76,4 mm × 9,0 mm și cântărește 203 grame. Este disponibil cu opțiuni de culoare gri, alb, mint și violet în majoritatea piețelor.

## Hardware
Samsung Galaxy A22 5G este alimentat de SoC MediaTek⁠(d) Dimensity 700 cu proces de 7 nm, un CPU octa core care cuprinde un cluster de înaltă performanță cu 2 nuclee Cortex-A76⁠(d) de 2,2 GHz și un cluster de înaltă eficiență cu 6 nuclee Cortex-A55⁠(d) de 2,0 GHz, GPU Mali⁠(d) G57-MC2 și un modem 5G integrat, împreună cu până la 8 GB de RAM.
Telefonul are configurații de 4 GB RAM + 64 GB stocare internă și 4/6/8 GB RAM + 128 GB stocare internă, stocarea internă poate fi extinsă în continuare prin instalarea unui card microSD. Dispozitivul suportă 5G, 4G LTE, Wi-Fi, Bluetooth și GPS / A-GPS. În partea inferioară există un difuzor, un port USB Type-C și o mufă audio de 3,5 mm. Are o baterie de 5000 mAh nedetașabilă cu suport pentru încărcare rapidă de 15 W.
Telefonul are un ecran PLS TFT LCD de 6,6 inci cu raport de aspect 20:9, rezoluție 1080x2400, densitate a pixelilor ~399 ppi și rată de reîmprospătare de 90 Hz.
Telefonul are o configurație cu trei camere, cu o cameră principală de 48 MP, o cameră cu unghi larg de 5 MP și un senzor de adâncime de 2 MP. Există o cameră frontală de 8 MP situată în crestătura în formă de V a ecranului.

## Software
Samsung Galaxy A22 5G rulează pe Android 11 și One UI Core 3.1.

## Lansare

### India
Samsung Galaxy A22 5G a fost lansat în India pe 23 iulie 2021 cu 6 sau 8 GB RAM și 128 GB spațiu intern de stocare. Modelul de 6 GB costă 19999 rupii și modelul de 8 GB costă 21999 rupii. Cu toate acestea, dispozitivul nu este disponibil în alb.
Dispozitivul are un model geamăn numit Samsung Galaxy F42 5G cu diferite opțiuni de culoare, cameră principală de 64 MP și o configurație a camerei ușor diferită. Acesta a fost lansat exclusiv în India prin Flipkart⁠(d). Este disponibil cu 6 sau 8 GB RAM și 128 GB de stocare internă. Opțiunile de culoare Mint, Violet și White nu sunt disponibile pentru acest model.

### Europa
Samsung Galaxy A22 5G a fost lansat și în unele regiuni din Europa, cu 4 GB RAM cu 64 GB stocare internă sau 4/6/8 GB RAM cu 128 GB stocare internă. Telefonul pornește de la 230 €, modelul de 64 GB costând 230 €, iar modelul de 128 GB cu 4 GB RAM costând 250 €. Conform standardelor europene, dispozitivul este clasificat drept phablet pentru dimensiunea ecranului său de 6,6 inci.

## Samsung Galaxy Wide5
Samsung Galaxy Wide5 a fost lansat în Coreea de Sud pentru operatorul sud-coreean SK Telecom ca un model exclusiv sud-coreean. Comparativ cu Galaxy A22 5G, această variantă are un design ușor diferit al configurației camerei din spate, o cameră principală de 64 MP în loc de unitatea de 48 MP și opțiuni de culoare diferite. Este disponibil cu 6 GB RAM și 128 GB spațiu intern de stocare. Este disponibil în culorile negru, alb și albastru.